# (2941) Alden
(2941) Alden es un asteroide que forma parte del cinturón de asteroides y fue descubierto el 24 de diciembre de 1930 por Clyde William Tombaugh desde el Observatorio Lowell, en Flagstaff, Estados Unidos.

## Designación y nombre
Alden se designó al principio como 1930 YV.
Más tarde fue nombrado en honor del hijo del descubridor.

## Características orbitales
Alden orbita a una distancia media del Sol de 2,152 ua, pudiendo acercarse hasta 1,959 ua y alejarse hasta 2,344 ua. Su inclinación orbital es 3,241° y la excentricidad 0,08943. Emplea 1153 días en completar una órbita alrededor del Sol.